# 이르쿠트 MC-21
이르쿠트 MC-21(영어: Irkut MC-21, 러시아어: Иркут МС-21)은 러시아 이르쿠트 사가 개발 중에 있는 중소형 협폭동체 항공기이다. 이 항공기는 2006년 디자인 개발에 본격적으로 착수, 시제기가 발표된 것은 2011년에 공식적으로 발표하자마자 공개되었다. 그리고 이 비행기는 2016년 6월 8일 형식상 롤아웃이 되었고, 2017년 5월 시험 비행이 성공적으로 이루어졌다. 다른 명칭은 MS-21이지만, 야코블레프 사의 지분을 사들여 에어버스 A220과 비슷하게 다른 네이밍을 가진 Yak-242라는 이름을 별도로 달게 된다.

## 주요 특징
- 러시아 내에서 만든 여객기 중에서 에어버스 A320 패밀리 급과 유사한 자국산 항공기[1]를 아예 1대 조차 도입이 거부하게 되어 있었던 아에로플로트가 블라디미르 푸틴 대통령의 압박을 받고 결국 50대 정도 주문하기로 결정되었다.
- 기존의 오래된 투폴레프 Tu-154나 투폴레프 Tu-204, 야코블레프 Yak-42 등과 같이 기체가 노후하여 비행이 당연히 불가한 기체를 대체할 수 있는 기체가 된다.
- 투폴레프 Tu-204[2]나 일류신 Il-96과 동일하게 프랫 & 휘트니와 아비아드비가텔의 엔진을 선택할 수 있다.[3]
- Магистральный Самолёт 21 века라는 의미는 21세기의 주력 항공기라는 뜻이 담겨 있다.
- 제원 상 날개 길이는 35.9m, 순항 속도도 역시 마하 0.71이다.
- 기체의 배리에이션에는 200, 300형만 있고 100형과 400형도 구상하였으나 100형 같은 경우 수호이 슈퍼제트 100이라는 대체 기종이 꽉 쥐고 있어서 불발하게 되었고, 400형은 보잉 757의 단종 및 투폴레프 Tu-204의 수주 실패, 광폭동체 항공기인 보잉 787 드림라이너라던가 에어버스의 A321neo LR 기체를 오히려 더 선호하는 경향이 커서 개발 대상에서 빠졌기 때문이다.

## 사진

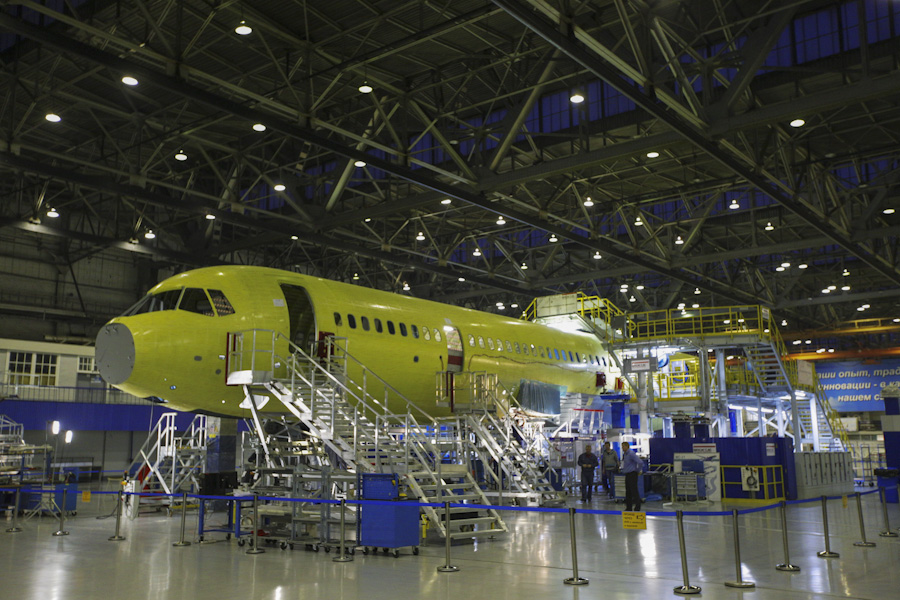
2016년 1월 당시 선보였던 시제품 조립 기체의 모습.

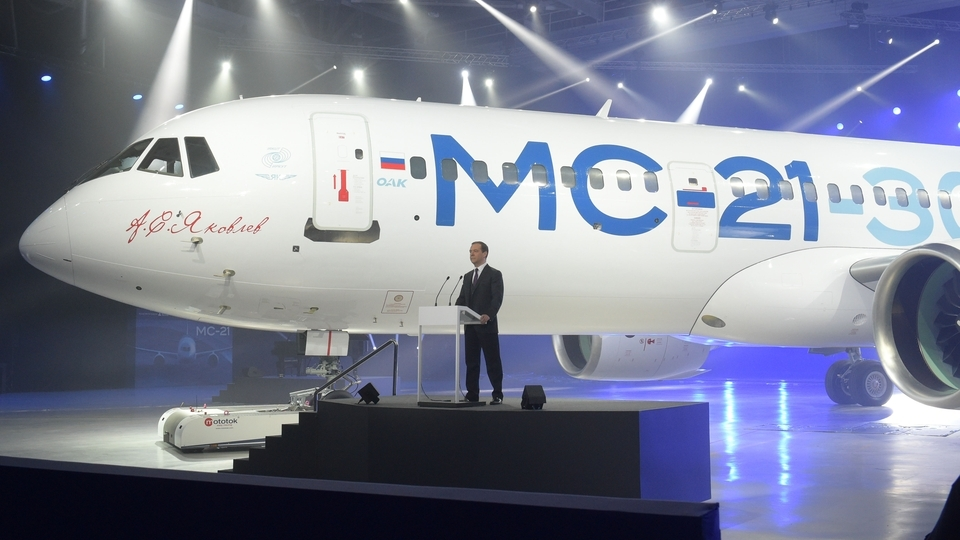
러시아의 총리인 드미트리 메드베데프가 2016년 6월 당시 해당 시제기를 직접적으로 롤아웃 형태로 공개되어 있는 모습.

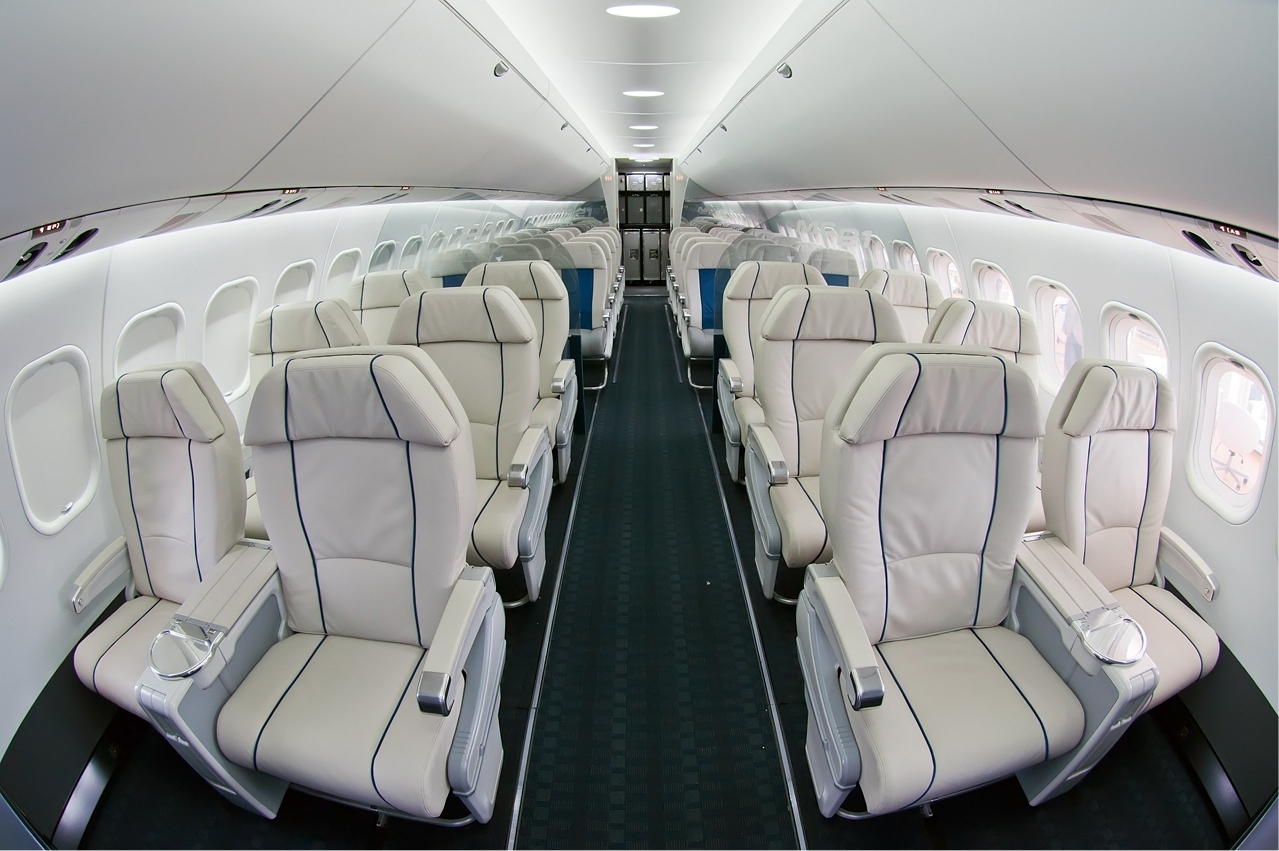
객실 목업(실물 모형)의 모습, 2011년 촬영

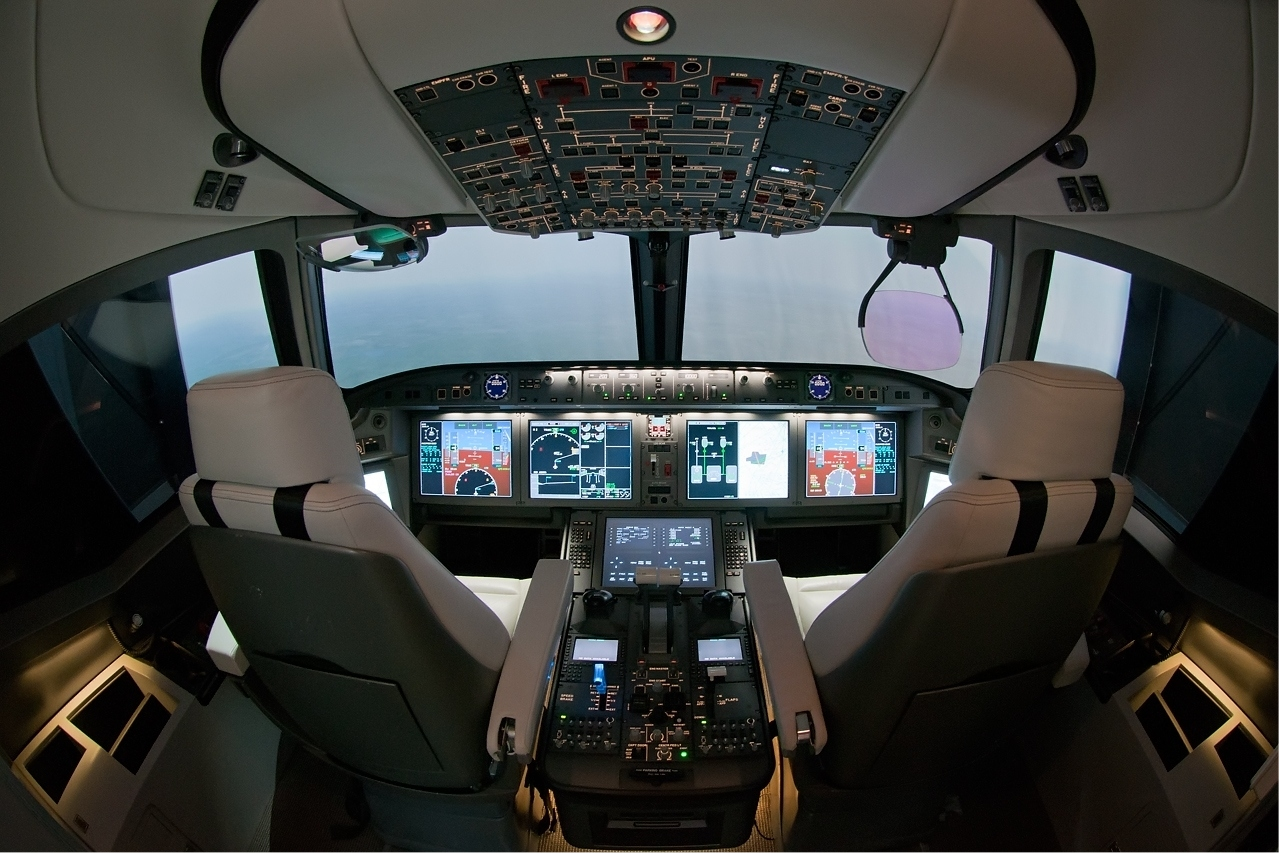
비행갑판 전용 목업의 모습이며, 해당 배경화면은 HUD이다.

## 주문 예정 항공사
- 아에로플로트
- 노드윈드 항공
- VEB.RF
- 이르아에로
- 유테이르 항공
- 레드 윙스 항공

- 카이로 항공
- 아제르바이잔 항공
- 페루비안 항공
- 므르파티 누산타라 항공
- 벡 에어

## 경쟁 기종
- 보잉 737 MAX
- 에어버스 A220
- 에어버스 A320neo 패밀리
- 코맥 C919
- 엠브라에르 E-Jet E2 패밀리(영어판)
- 가와사키 YPX
- 미쓰비시 MRJ

## 유사 기종
- 보잉 757
- 투폴레프 Tu-204
- 투폴레프 Tu-154
- 일류신 Il-62
- 야코블레프 Yak-42
- CRAIC CR929

## 같이 보기
- 에어버스 A220
- 에어버스 A320neo 패밀리
- 보잉 737 MAX
- 코맥 C919